# Parque estatal Isla de Palmetto
El Parque Estatal Isla de Palmetto (en inglés: Palmetto Island State Park) es una de la más recientes adiciones al sistema de parques del estado de Luisiana, al sur de Estados Unidos. El nuevo parque estatal se encuentra al sur de Abbeville, en la parroquia de Vermilion al sur del estado. El gobierno de Louisiana adquirió la propiedad para el parque en 1981, pero no comenzó las adecuaciones en él con la intención de volverlo de uso público hasta 2002. Las restricciones presupuestarias del Estado y otras preocupaciones retrasaron la apertura del parque hasta el 28 de octubre de 2010. El parque posee 1.299 acres (5,26 kilómetros cuadrados) de superficie, se caracteriza por su abundancia de palmitos (en particular los de Sabal minor, Dwarf Palmetto en inglés).